# Talpa caucasica
Talpa caucasica är en däggdjursart som beskrevs av Konstantin Alexeevitsch Satunin 1908. Talpa caucasica ingår i släktet mullvadar och familjen mullvadsdjur. IUCN kategoriserar arten globalt som livskraftig.
Denna mullvad förekommer i Kaukasus och söder om Svarta havet. Utbredningsområdet sträcker sig över delar av Ryssland, Armenien, Georgien, Iran och norra Turkiet. Arten når där 2500 meter över havet. Habitatet utgörs av skogar och ängar med fuktig jord.
Talpa caucasica gräver liksom andra mullvadar underjordiska tunnelsystem. Den äter daggmaskar och troligen några andra ryggradslösa djur. Honor parar sig under tidiga våren och föder under senvåren en kull med ungefär tre ungar.

## Underarter
Arten delas in i följande underarter:
- T. c. caucasica
- T. c. ognevi
- T. c. orientalis